# Aristarque de Samothrace
Pour les articles homonymes, voir Aristarque.
Aristarque de Samothrace, en grec ancien Ἀρίσταρχος / Arístarkhos (v. 217-144 av. J.-C.), grammairien et philologue, pionnier de l'étude rigoureuse des textes homériques.

## Biographie
Disciple d'Aristophane de Byzance, il fonde à Alexandrie une école critique (école des Aristarchéens) et dirige la célèbre bibliothèque de la ville. En collaboration avec son maître, il constitue le Canon alexandrin, liste des auteurs grecs jugés les plus remarquables pour la pureté de leur langue. La liste est toujours employée de nos jours dans l'enseignement du grec, à laquelle on a depuis ajouté les orateurs attiques. Sur la fin de sa vie, il part pour Chypre où, selon la tradition, il se laisse mourir de faim, étant atteint d'un mal incurable.

## Œuvre
Continuant le travail de Zénodote et de son maître, il établit une édition critique des textes homériques. Il s'efforce de retrancher les additions du texte original, établi sur ordre de Pisistrate. Il a largement utilisé les signes critiques inventés par Aristophane de Byzance :
- l'obèle (÷ ou —) pour signaler les vers « athétisés », considérés comme douteux
- l'anti-lambda ou chevron ou encore diple (>) pour signaler une note critique, qui exprime parfois un désaccord avec Zénodote
- l'anti-sigma (Ɔ) pour marquer un vers déplacé
- un astérisque (*) pour marquer un mot répété à tort

Son école critique conserve son influence jusqu'à l'époque romaine. C'est par le biais de quatre de ses disciples de cette époque que son œuvre est parvenue jusqu'à l'époque contemporaine. En effet, on redécouvre en 1781 une édition byzantine de L'Iliade à la bibliothèque de Saint-Marc à Venise : elle comporte en marge les scholies de quatre disciples de cette période : les Signes critiques d'Aristonicos, les remarques Sur la recension d'Aristarque de Didymos d'Alexandrie, des extraits de la Prosodie iliadique d'Hérodien et du traité Sur la ponctuation homérique de Nicanor. Cette édition, le Venetus Græcus 822, plus communément désigné sous le nom de Venetus A, permet de reconstituer l'apport d'Aristarque à l'étude des textes homériques. Il a ainsi relancé la « question homérique ».
Horace et Cicéron associèrent son nom à la « critique très rigide ».

#### Sources anciennes et byzantines
- (en + grc) Souda (lire en ligne), s. v. Ἀρίσταρχος (Aristarchus), n° alpha, 3892.